# Хунски език
Хунският език е мъртъв език, но е възможно негов наследник днес да представлява съвременният чувашки език, представител на огурската подгрупа езици в групата на тюркските езици. Съществуващите писмени паметници са изпълнени със согдийско писмо.
Според Encyclopaedia Britannica, предполага се, че заедно с хазарския език се е отнасял към езиците от r- и l-тип (болгарският клон на тюркските езици).